# 白色玄珠螺
白色玄珠螺（学名：Bouchetriphora pallida）为左錐螺科下的一个种。舊屬玄珠螺屬，今屬布氏左錐螺屬。其种加词“pallida ”意为“淡色的”。